# Muricea horrida
Muricea horrida är en korallart som beskrevs av Karl Möbius 1861. Muricea horrida ingår i släktet Muricea och familjen Plexauridae. Inga underarter finns listade i Catalogue of Life.